# AS30 (ミサイル)
AS30は、フランス・アエロスパシアル社（現MBDA）製の空対地ミサイルである。誘導方式が半自動指令照準線一致のAS30と、その発展型のセミアクティブ・レーザー誘導のAS30Lがある。実戦で97パーセントという高い命中率を示した。

## 概要
AS30は、1964年に登場した空対地ミサイルで、誘導方式は半自動指令照準線一致。約3,870発が生産され、イギリス、西ドイツ、インドなどで採用された。
AS30LはAS30の発展型で、1974年からアエロスパシアル（現MBDA）とトムソンCSF（現タレス）により開発作業が始められた。誘導方式はセミアクティブ・レーザー誘導で、機体に装備した照準ポッド（ATLISやPDLCTなど）や地上部隊から照射されたレーザーの反射をミサイルのシーカーが捕えて誘導される。推進方式は2段固体燃料ロケットモーターで、本体尾部側面のノズルから噴出されるのが加速用、主翼直後のロケットモーターから長いノズルを通して、本体後端の中央から噴出されるのが、速度維持用である。
最大射程は12km。厚さ2メートルのコンクリートを貫徹する威力がある。半数必中界は1m。
1983年から生産が開始され、900発以上が製造された。フランスでは、ジャギュア、ミラージュF1、ミラージュ2000Dに搭載された。また、イラク、インド、パキスタンなどに輸出された。

## 実戦
AS30は、南アフリカ国境戦争で南アフリカ空軍が使用した。
AS30Lが湾岸戦争、ボスニア・ヘルツェゴビナ紛争に投入され、約60発がジャギュアから発射された。命中率は97パーセント。また、イラン・イラク戦争でもイラク軍のミラージュF1に搭載された。

## 運用国

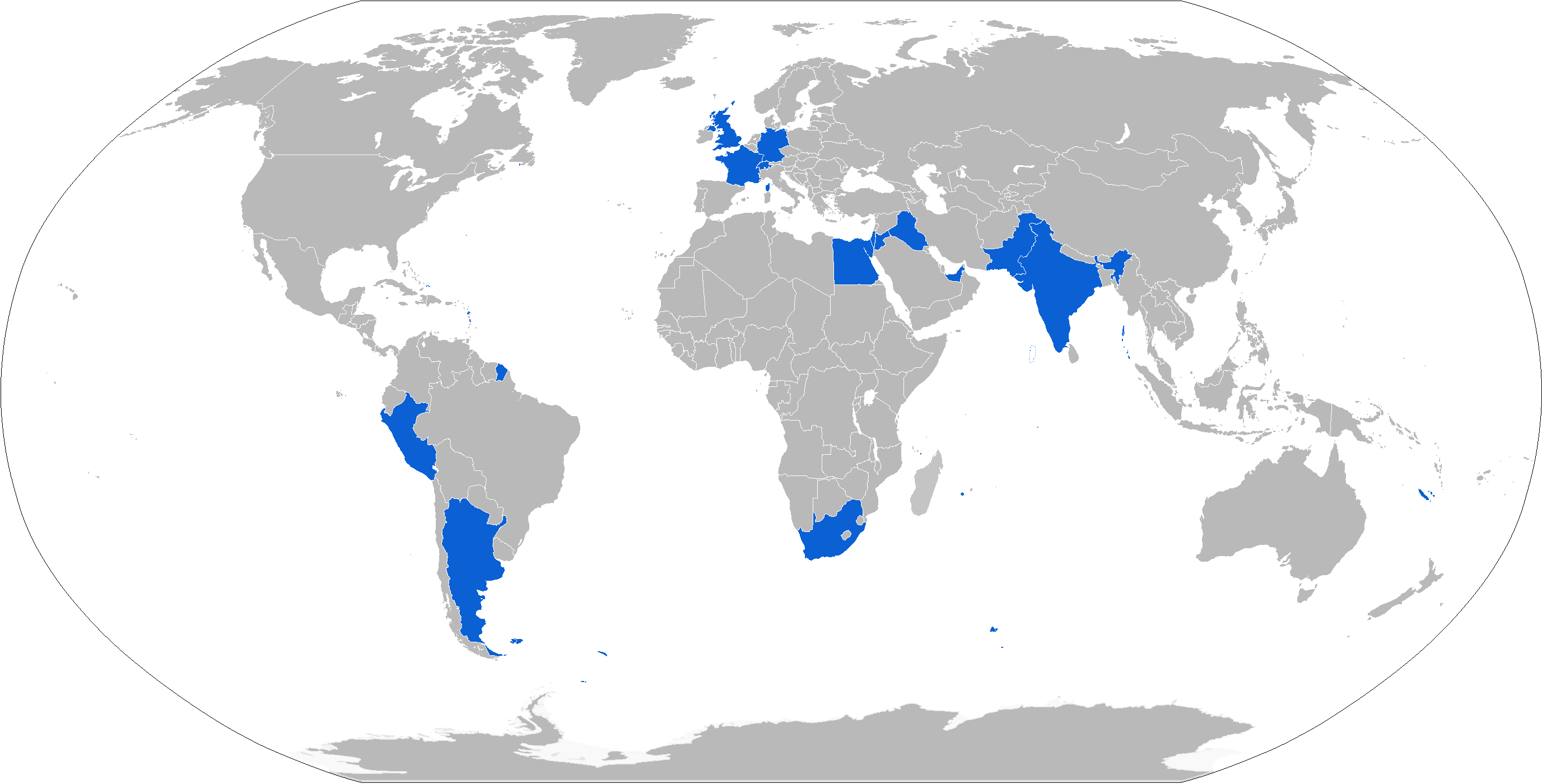
AS-30の運用国

- エジプト
- パキスタン
- フランス
- 西ドイツ - AS.30。

海軍航空隊のF-104Gに空対艦ミサイルとして装備。AS.34 コルモランに更新されて退役。
- インド - 2024年時点で、インド空軍がAS.30を保有[3]。
- イラク
- ペルー
- 南アフリカ共和国 - AS.30。

バッカニアS.50、ミラージュF1AZ、ミラージュIIIEZに装備。現在は退役済み。
- スイス - AS.30

ミラージュIIISに装備。退役済み。